# Euptoieta bellona
Euptoieta bellona är en fjärilsart som beskrevs av Fabricius 1781. Euptoieta bellona ingår i släktet Euptoieta och familjen praktfjärilar. Inga underarter finns listade i Catalogue of Life.